# State of My Head
State of my head è un singolo pubblicato il 9 ottobre 2015 dal gruppo musicale hard rock Shinedown. È il secondo singolo estratto dall'album Threat to Survival.

## Classifiche
È arrivato al 1º posto nella chart del mainstream rock, 11° nel US Airplay rock, 19° nel Hot rock songs e 30° nel Alternative rock songs stilate da Billboard